# واسم السلالة العصبونية

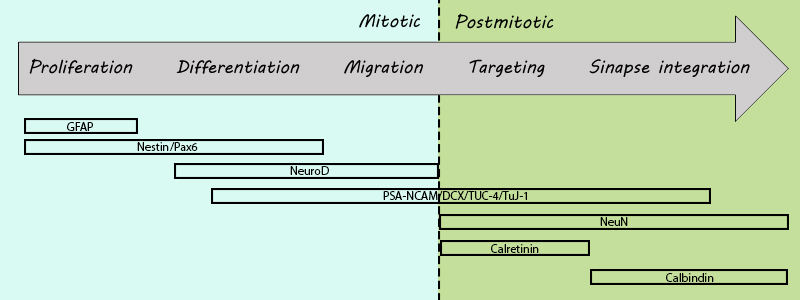
أمثلة على العلامات التي يتم التعبير عنها في مراحل مختلفة من تكوين الخلايا العصبية في الحصين البالغ.

واسمات السلالة العصبونية هي أحد أنواع الواسمات داخلية المنشأ التي تعبّر عنها مختلف الخلايا على مر تخلق النسيج العصبي بالإضافة إلى الخلايا المتمايزة مثل العصبونات. تسمح هذه الواسمات برصد الخلايا والتعرف عليها عن طريق عدد من التقنيات المختلفة. قد يمثل واسم السلالة العصبية نوعًا من الدنا، أو الرنا مرسال أو الرنا الذي يمكن التعبير عنه داخل الخلية المعنية. قد يكون أيضًا من الواسمات البروتينية، كبروتين جزئي، أو بروتين أو حاتمة مسؤولة عن التمييز بين أنواع الخلايا المختلفة أو بين الحالات المختلفة لخلية واحدة عامة. تتميز الواسمات المثالية بنوعيتها لنمط خلوي محدد في الظروف العادية و/أو خلال الإصابة. تُعد واسمات الخلايا إحدى أهم الأدوات القيّمة المستخدمة في فحص الوظيفة الخلوية في الظروف العادية وكذلك خلال فترات المرض. أدى اكتشاف البروتينات العديدة النوعية لأنماط خلوية محددة إلى إنتاج الأجسام المضادة النوعية لنمط الخلية التي يمكن استخدامها في التعرف على الخلايا المختلفة وتحديدها.
تشمل التقنيات المستخدمة مع هذه الواسمات الكيمياء النسيجية المناعية، أو الكيمياء الخلوية المناعية، أو الأساليب الموظفة للمعدّلات النسخية والريكومبينازات النوعية للموقع بهدف وسم مجموعة عصبونية محددة، أو التهجين الموضعي أو التهجين الموضعي المتألق (إف آي إس إتش). قد يكون واسم السلالة العصبونية مستضدًا عصبونيًا يمكن التعرف عليه بواسطة نوع محدد من الأضداد الذاتية، على سبيل المثال «إتش يو»، الذي يقتصر بشكل حصري على النوى العصبونية. من خلال الكيمياء النسيجية المناعية، يمكن وسم نوى العصبونات باستخدام ضادات «إتش يو». من أجل تحديد موضع الرنا المرسال في نسيج الدماغ، يمكن استخدام جزء من الدنا أو الرنا كواسم للسلالة العصبونية، الذي يعمل كمسبار تهجين قادر على كشف وجود تسلسلات النوكليوتيد المكملة لتسلسل المسبار. تُعرف هذه التقنية باسم التهجين الموضعي. شملت تطبيقاتها مختلف النسج المتنوعة، إلا أنها مفيدة بشكل خاص في العلوم العصبية. باستخدام هذه التقنية، أصبح بالإمكان تحديد موقع التعبير الجيني الخاص بنمط خلوي معين في مناطق معينة فضلًا عن رصد التغيرات الطارئة على هذا التوزيع أثناء التطور وكيفية حدوثها وربطها مع التعديلات السلوكية.
على الرغم من اعتبار الكيمياء النسيجية المناعية المنهجية الأساسية في تحديد الأنماط الخلوية العصبونية، نظرًا إلى تكلفتها المنخفضة نسبيًا وتوفيرها نطاقًا واسعًا من الواسمات النسيجية المناعية التي يمكن استخدامها في تمييز النمط الظاهري لخلايا الدماغ، تستهلك هذه العملية في بعض الأحيان كثيرًا من الوقت من أجل إنتاج الجسم المضاد الجيد. نتيجة لذلك، تمثل الكيمياء النسيجية باستخدام التهجين الموضعي إحدى أبرز الوسائل الملائمة من أجل إنجاز تقييم سريع للتعبير الخاص بالقنوات الأيونية المستنسخة.
بعد عزل الخلايا عن النسج أو تمايزها من السلائف متعددة الإمكانات، يجب توصيف المجموعة الناتجة من أجل تأكيد النجاح في الحصول على المجموعة المستهدفة. بالاستناد إلى الهدف المطلوب من الدراسة، يمكن للمرء استخدام واسمات الخلايا الجذعية العصبية، أو واسمات الخلايا السلفية العصبية، أو واسمات العصبونات أو واسمات عصبونات الجهاز العصبي المحيطي.

## لمحة تاريخية
ترجع دراسة الجهاز العصبي إلى زمن مصر القديمة، لكنها لم تحظَ بهذه المعرفة التفصيلية الموجودة في يومنا حتى حلول القرن التاسع عشر. مع اختراع المجهر الضوئي وتقنية التلوين الخاصة بكاميليو غولجي، أصبحت دراسة العصبونات المفردة أمرًا ممكنًا. بدأ هذا العالم في تشريب النسيج العصبي بالمعدن، مثل الفضة. تألف هذا التفاعل من تثبيت جزيئات كرومات الفضة في غمد الليف العصبي، ما أدى إلى حدوث تسرب أسود قوي في أجسام الخلايا العصبية، ومحاويرها وتغصناتها الشجيرية. بالنتيجة، أصبح بالإمكان التعرف على أنواع مختلفة من العصبونات وتحديدها، مثل خلية غولجي، غولجي I وغولجي II. في عام 1885، استطاع الباحث الطبي الألماني فرانز نيسل تطوير تقنية تلوينية أخرى تُعرف اليوم باسم تلوين نيسل. تختلف هذه التقنية إلى حد ما عن تلوين غولجي إذ تركز على وسم جسم الخلية والشبكة الهيولية الداخلية. في عام 1887، بدأ العالم الإسباني سانتياغو رامون إي كاخال في تعلم تقنية تلوين غولجي وتطبيقها على عمله الشهير في التشريح العصبي. باستخدام هذه التقنية، عمل على تنفيذ دراسة مستفيضة حول العديد من مناطق الدماغ ولدى العديد من الأنواع المختلفة. وصف أيضًا على نحو دقيق كلًا من خلايا بركنجي، ومخيخ الدجاجة والدارة العصبونية للحصين لدى القوارض. في عام 1941، استخدم د. ألبرت كونز لأول مرة التقنية الثورية المنطوية على ربط الأجسام المضادة، على وجه الخصوص المستضدات، مع النسج المختلفة. ابتكر كونز تقنية التألق المناعي من أجل وسم هذه الأجسام المضادة. استمر استخدام هذه التقنية على نطاق واسع في دراسات العلوم العصبية بهدف تحديد مختلف البنى والتعرف عليها. تشمل أهم الواسمات العصبية المستخدمة اليوم كلًا من «جي أف إيه بّي»، والنيستين، والأجسام المضادة «نيورو دي» وغيرها. في السنوات الأخيرة، استمر ابتكار الواسمات العصبية الجديدة من أجل الكيمياء الخلوية المناعية و/أو الكيمياء النسيجية المناعية. في عام 1953، اخترع هاينرش كلوفر تقنية تلوين أخرى تُعرف باسم تلوين الأزرق الصامد للوكسول أو «إل إف بي»، إذ سمحت هذه التقنية بكشف حالة زوال الميالين في الجهاز العصبي المركزي. يتلون الجهاز العصبي بالأزرق، لكن تتلون معه العديد من البنى الأخرى. شهد عام 1969 اختراع التقنية الثورية الجديدة بواسطة العالم الأمريكي جوزيف جي. غال. أُطلق على هذه التقنية اسم التهجين في الموقع، إذ استُخدمت في نطاق واسع من الدراسات المتنوعة وبشكل رئيسي في علم الأحياء التطوري. سمحت هذه التقنية بوسم بعض الجينات التي يحدث التعبير عنها في مناطق محددة لدى الحيوان. في علم الأحياء العصبي، قدمت هذه التقنية فائدة كبيرة من أجل فهم تشكل الجهاز العصبي.